# Galenidae
Famille
Les Galenidae sont une famille de crabes. Elle comporte douze espèces actuelles et quatre fossiles dans quatre genres.

## Liste des sous-familles et genres
Denthoxanthinae Števčić, 2005
- Dentoxanthus Stephensen, 1946

Galeninae Alcock, 1898
- Galene De Haan, 1833

Halimedinae Alcock, 1898
- Halimede De Haan, 1835

Parapanopinae Števčić, 2005
- Parapanope De Man, 1895

## Référence
- Alcock, 1898 : Materials for a carcinological fauna of India. No. 3. The Brachyura Cyclometopa. Part I. The family Xanthidae. Journal of the Asiatic Society of Bengal, vol. 67, n. 2, p. 67–233.

## Sources
- Ng, Guinot & Davie, 2008 : Systema Brachyurorum: Part I. An annotated checklist of extant brachyuran crabs of the world. Raffles Bulletin of Zoology Supplement, n. 17, p. 1–286.
- De Grave & al., 2009 : A Classification of Living and Fossil Genera of Decapod Crustaceans. Raffles Bulletin of Zoology Supplement, n. 21, p. 1-109.